# Ludwig von Seftigen
Ludwig von Seftigen († 1408) war von 1393 bis 1407 Schultheiss der Stadt Bern. Als sehr begüterter Grundherr war er der reichste Berner seiner Zeit.
Ludwig von Seftigen war ab 1381 Ratsmitglied in der Stadt Bern. Im Jahr darauf wurde sein Vater Jakob II. von Seftigen, der mit einer von Bennenwil verheiratet war, zum Schultheissen gewählt. Dessen Nachfolger war 1383 Otto von Bubenberg, der die Stadt zehn Jahre führte. Ludwig von Seftigen war Herr über den Heimberg. Im Jahr 1385 kamen die Herrschaften Kiesen, Muhlern und Burgistein dazu, zudem gehörten ihm Anteile an den Herrschaften von Oberhofen und Unspunnen, was ihm grossen Reichtum einbrachte. Im Jahr 1393 wurde er als Nachfolger des Bubenbergers zum Schultheissen gewählt. Seine wichtigste Handlung war der Kauf der Landgrafschaft Burgund von den Grafen Egon II. und dessen Onkel Berchtold I. von Neu-Kyburg, den er als Berner Schultheiss am 28. August 1406 besiegelte. Er blieb bis 1407 im Amt und starb 1408.

## Familie
In erster Ehe war Ludwig von Seftigen mit Loysa verheiratet. 1399 heiratete er Margaretha von Baldegg, die Witwe des Ritters Konrad III. von Burgistein. Sie war eine Tochter von Marquard von Baldegg.